# کاتسودو شاشین

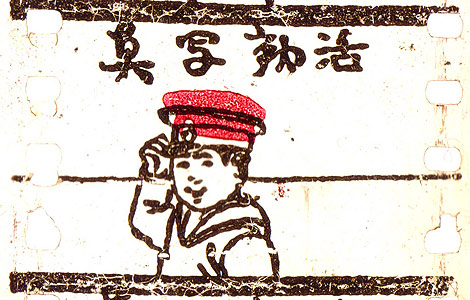
فریمی از پویانمایی کاتسودو شاشین.

کاتسودو شاشین (به ژاپنی: 活動写真) به معنای «تصویر متحرک» همچنین معروف به قطعه ماتسوموتو، فیلم استریپ پویانمایی شده ۳ ثانیه‌ای ژاپنی است. از کاتسودو شاشین به عنوان نخستین انیمهٔ ژاپنی یاد می‌شود. نام سازنده پویانمایی کاتسودو شاشین مشخص نیست ولی سال ساخت این اثر ۱۹۰۷ میلادی ذکر شده است. این اثر در سال ۲۰۰۵ در مجموعه فیلم ها و پروژکتورها در شهر کیوتو کشف شد.
کاتسودو شاشین از پنجاه فریم سلولویدی با سرعت ۱۶ فریم بر ثانیه ساخته شده‌است. انیمه پسر بچه‌ای با لباس ملوانی را نشان می‌دهد که واژه کانجی کاتسودو شاشین (活動写真) به معنای «تصویر متحرک» را بر روی دیواری سفید می‌نویسد، سپس رو به سوی دوربین چرخیده، کلاه قرمزش را با دست راست برمی‌دارد و تعظیم احترام‌آمیزی می‌کند.فریم‌های این انیمه با استفاده از شابلون قرمز و مشکی توسط دستگاه فانوس جادو اسلایدبندی شده‌اند و فیلم استریپ در یک چرخه بی‌پایان مداوم ادامه میابد.

## همچنین ببینید
- سینمای ژاپن
- پیشینه پویانمایی
- تاریخچه انیمه

## آثار ارجاع‌شده
- Anime News Network staff (7 August 2005). "Oldest Anime Found". Anime News Network. Archived from the original on 2 February 2007. Retrieved 12 February 2014.
- Asahi Shimbun staff (1 August 2005). "Nihon saiko? Meiji jidai no anime firumu, Kyōto de hakken" 日本最古？明治時代のアニメフィルム、京都で発見 [Oldest in Japan? Meiji-period animated film discovered in Kyoto]. China People's Daily Online (Japanese Edition) (به ژاپنی). Archived from the original on 11 October 2007. Retrieved 11 June 2014.
- Clements, Jonathan; McCarthy, Helen (2006). The Anime Encyclopedia: A Guide to Japanese Animation Since 1917. Stone Bridge Press. ISBN 978-1-84576-500-2.
- Litten, Frederick S. (2013). "Shōtai kenkyū nōto: Nihon no eigakan de jōei sareta saisho no (kaigai) animēshon eiga ni tsuite" 招待研究ノート：日本の映画館で上映された最初の（海外）アニメーション映画について [On the Earliest (Foreign) Animation Shown in Japanese Cinemas]. The Japanese Journal of Animation Studies (به ژاپنی). 15 (1A): 27–32.
- Litten, Frederick S. (17 June 2014). "Japanese color animation from ca. 1907 to 1945" (PDF). litten.de. Archived from the original (PDF) on 14 July 2014. Retrieved 18 June 2014.
- López, Antonio (2012). "A New Perspective on the First Japanese Animation". Published proceedings‚ Confia‚ (International Conference on Illustration and Animation)‚ 29–30 Nov 2012. IPCA. pp. 579–586. ISBN 978-989-97567-6-2.
- Matsumoto, Natsuki; Tsugata, Nobuyuki (2006). "Kokusan saikō to kangaerareru animēshon firumu no hakken ni tsuite" 国産最古と考えられるアニメーションフィルムの発見について [The discovery of supposedly oldest Japanese animation films]. Eizōgaku (به ژاپنی) (76): 86–105. ISSN 0286-0279. {{cite journal}}: Cite has empty unknown parameter: |1= (help)
- Matsumoto, Natsuki (2011). "映画渡来前後の家庭用映像機器" [Home movie equipment from the earliest days of film in Japan].  In Iwamoto, Kenji (ed.). Nihon eiga no tanjō 日本映画の誕生 [Birth of Japanese film] (به ژاپنی). Shinwa-sha. pp. 95–128. ISBN 978-4-86405-029-6. {{cite book}}: Cite has empty unknown parameter: |1= (help)